# لابيتالول

الصيغة الهيكلية بدون الكيمياء المجسمة

لابيتالول هو أحد حاصرات بيتا

## الاستخدامات
- فرط ضغط الدم (بما في ذلك ارتفاع ضغط الدم في الحمل وارتفاع ضغط الدم مع الذبحة الصدرية ، وارتفاع ضغط الدم بعد احتشاء عضلة القلب الحاد .

## المحاذير
- الربو
- أمراض الكبد
- الفشل الكلوي
- الحمل والإرضاع

## الآثار الجانبية
- نقص ضغط الدم الوضعي
- التعب
- الضعف
- الصداع
- الطفح الجلدي
- وخز فروة الرأس
- صعوبة في التبول
- الألم والغثيان والقيء
- تلف الكبد

## الجرعة

### عن طريق الفم
- الجرعة الأولية: 100 ملغ (50 ملغ في المسنين) مرتين يوميا مع الطعام، ثم زيادة على فترات لمدة 14 يوما،
- الجرعة المعتادة: جرعة من 200 ملغ مرتين يوميا، تصل إلى 800 ملغ يوميا مقسمة على جرعتين (3-4 جرعات مقسمة إذا كانت الجرعة أعلى) ؛
- الجرعة القصوى: 2.4 غرام يوميا

### عن طريق الحقن في الوريد
- 50 ميلي غرام على مدى ما لا يقل عن 1 دقيقة، وتكرر بعد 5 دقائق عند الضرورة ؛ كحد أقصى من الممكن أن تكون الجرعة 200 ملغ

### بالتسريب في الوريد
- 2 ملغ / دقيقة حتى الحصول على النتائج المطلوبة ثم التوقف.
- الجرعة الإجمالية المعتادة: 50-200 ميلي غرام .

### ارتفاع ضغط الدم في حالات الحمل
- 20 ملغ / ساعة، تضاعف الجرعة كل 30 دقيقة
- الجرعة القصوى المعتادة: 160 ملغ / ساعة

### ارتفاع ضغط الدم الناتج مناحتشاء عضلة القلب
- 15 ملغ /ساعة وتزداد تدريجيا إلى الحد الأقصى. 120 ملغ / ساعة.

## ستيريوشيميستري
يحتوي لابيتالول اثنين من المراكز المجسمة ويتألف من أربعة ستيريويسوميرس. هذا هو مزيج من ( R ،  R )،، ( S ،  R ) -، ( R ،  S ' ) - و ( S ،  S ) - شكل:
| ستيريويسوميرس من لابيتالول | ستيريويسوميرس من لابيتالول |
| -------------------------- | -------------------------- |
| CAS-Nummer: 75659-07-3     | CAS-Nummer: 83167-24-2     |
| CAS-Nummer: 83167-32-2     | CAS-Nummer: 83167-31-1     |